# Limosa limosa
La pittima reale (Limosa limosa, Linnaeus 1758) o moschettone è un uccello limicolo della famiglia degli Scolopacidae.
Conduce vita gregaria: gli stormi possono essere composti da migliaia di esemplari. Si nutre di una varietà di invertebrati, dagli insetti ai granchi. 
Facendo poche tappe, raggiunge le lontane zone di svernamento tra fine giugno e ottobre per tornare verso nord tra febbraio e aprile. Si riproduce soprattutto nelle zone umide, tra cui praterie, paludi erbose, pascoli e brughiere. Sverna in estuari, lagune, spiagge, zone umide interne e risaie.
La specie fa largo uso del sistema di aree umide costiere e interne della penisola italiana, in cui Limosa limosa è regolarmente presente come migratore tra l’inizio di febbraio e aprile e tra luglio e settembre. Importanti aree di sosta e pernottamento durante la migrazione sono nella salina di Cervia, nelle Valli di Comacchio.
La popolazione mondiale è probabilmente diminuita mediamente di circa il 23% nei 25 anni precedenti il 2015 e la specie è stata classificata nella categoria Quasi minacciata della Lista rossa dell’IUCN. Si stima che la dimensione della popolazione in Europa diminuirà del 30-49% nei prossimi 25 anni. Nell'Europa nord-occidentale varie misure e azioni, in particolare quelle agroambientali, mirano a ridurre l'impatto negativo dell'intensificazione agricola, ma il loro effetto è considerato modesto e insufficiente.

## Etimologia
L’etimologia del nome comune italiano appare incerta, mentre il nome scientifico Limosa si fa discendere da limus (dal latino fango) con evidente riferimento al principale habitat del volatile e, forse, al colore principale del suo piumaggio.

## Descrizione
Grande trampoliere aggraziato, con becco lungo fino a 20 cm su una testa relativamente piccola, diritto nella parte basale e con una leggerissima incurvatura in alto nella parte apicale. Le zampe sono lunghe 20 centimetri, la lunghezza testa-coda è di circa 42 centimetri. Riconoscibile in tutte le stagioni per le barre longitudinali bianche presenti nel bordo superiore delle ali e dalla fascia nera che attraversa il bordo estremo posteriore della coda, che è corta e quasi quadrata. Livrea estiva: testa, mento e petto sul fulvo rossiccio. Idem per ventre e sottocoda che, però, sono caratterizzati da una tinta di fondo bianca. Ali e groppone bruno-nerastri. Livrea invernale: permanendo il colore brunastro delle ali, il resto della livrea assume un colore uniforme tendente al grigio-biancastro. Sessi sostanzialmente simili, ma la femmina ha colorazioni meno vivaci.

## Tassonomia
La pittima reale ha tre sottospecie:
- Limosa limosa limosa Linnaeus (1758) - Paleartico occidentale; sverna in Africa sub-sahariana e India.
- Limosa limosa islandica Brehm (1831) - Islanda, Isole Faeroe e Isole Shetland; sverna in Europa sud-occidentale.
- Limosa limosa melanuroides Gould (1846) - Paleartico orientale; sverna in Asia sud-orientale, Filippine e Australia.

Al genere Limosa appartiene anche la pittima minore (Limosa lapponica), che si riproduce nell’estremo nord dell’Europa settentrionale e nella Russia nord occidentale. Sverna in Gran Bretagna, nelle aree costiere dell’Europa meridionale (Francia, Spagna, Italia, Grecia) e del nord Africa.

## Specie affini e simili
Le pittime vengono associate al vasto gruppo degli uccelli limicoli o uccelli di ripa, ovvero al gruppo dei chiurli, di cui fanno parte le seguenti specie principali: chiurlo (Numenius arquata), presente tutto l’anno nell’Europa centro settentrionale (Regno Unito, Danimarca, Polonia), che sverna nell’Europa meridionale e nidifica nell’Europa nord orientale e Russia; chiurlo piccolo o minore (Numenius phaeopus), che nidifica nel nord della Scandinavia e nella Russia del nord e sverna nell’estremo sud dell’Europa (Spagna) e nel nord Africa; chiurlottello (Numenius tenuirostris), estinto, un tempo di passo nell’estremo sud europeo, che svernava nel nord Africa e si riproduceva nella Siberia occidentale.
Tra le specie simili piropiro, combattente, piovanello, gambecchio, terechia, totano moro, pettegola, albastrello, pantana, falaropo, cavaliere d’Italia, avocetta.

## Biologia
La pittima reale conduce in genere vita gregaria durante tutto l’anno e spesso si associa alla pittima minore e ad altri limicoli di medie o grandi dimensioni, quali combattenti, piovanelli e totani. Gli uccelli si uniscono per difendersi da predatori e intrusi e fuori dalla stagione riproduttiva formano grandi stormi, che nelle aree adatte alle loro esigenze possono arrivare a migliaia di esemplari. 
La pittima reale ha un volo potente e diretto durante il quale il corpo è tenuto orizzontalmente e le gambe, allungate all'indietro, si estendono oltre l'estremità della coda. Questa specie migratrice viaggia su un ampio fronte terrestre. Percorre lunghe distanze e raggiunge le zone di svernamento in poche tappe. Migra verso sud da fine giugno a ottobre e torna verso nord a febbraio/aprile. Durante la migrazione autunnale può fermarsi in stormi di decine di migliaia di individui in siti privilegiati; questo è il periodo principale della muta per gli adulti. La sottospecie islandica fa la muta nell'Europa nordoccidentale, le popolazioni occidentali la fanno spesso nel nord del Marocco. Molti uccelli di un anno rimangono nell'areale di svernamento durante l'estate. La specie ha un alto grado di fedeltà ai siti di nidificazione e di filopatria natale, più pronunciato tra i maschi.

### Alimentazione
La pittima reale sul terreno cammina agilmente, nell’acqua si inoltra fino ad affondare il ventre, immergendo a volte tutta la testa per sondare il fondo alla ricerca del cibo, non di rado nuota. Nelle aree di nidificazione si nutre di vari invertebrati quali insetti e le loro larve (soprattutto coleotteri), anellidi, molluschi, crostacei, granchi, ragni e uova di pesce, uova e girini di rane. In inverno e durante la migrazione consuma anche bacche e semi, soprattutto riso. Nei terreni di svernamento si nutre prevalentemente di riso, oltre a larve e lumache.

### Riproduzione
Si riproduce soprattutto nelle praterie delle pianure umide, nelle paludi erbose, nei pascoli umidi (L. l. limosa) e nelle brughiere (L. l. islandica) e sverna in estuari, lagune, spiagge sabbiose, zone umide interne e risaie. L. l. limosa, in genere, frequenta habitat con acqua dolce in inverno, le altre due sottospecie prediligono quello intorno agli estuari. Nelle aree di accoppiamento, se il maschio è senza compagna, si esibisce in parate nuziali che consistono in volteggi in aria, rapide salite alternate a battiti d’ala ed emissione di un caratteristico e lento richiamo. Nell’anno si compie una sola covata tra aprile e giugno. Il nido viene approntato con foglie, fuscelli e piumino in una depressione del terreno tra la vegetazione, in piccole colonie di massimo tre coppie per ettaro, in aree paludose o sabbiose, ma sempre nei pressi del mare o di bacini idrici. Le uova vengono incubate per 22-24 giorni, sia dalla femmina che dal maschio. I genitori vigilano sulla prole e tentano di allontanare gli eventuali intrusi volando intorno a loro ed emettendo grida particolarmente acute. I pulcini abbandonano il nido subito dopo la nascita e sono atti al volo dopo circa un mese.

### Canto
In volo i versi comprendono un kip corto o ripetuto (kip-kip-kip), in pastura suoni più bassi e profondi (kett o chuk). Durante il volo nuziale il maschio vola in alto emettendo suoni nasali wicka-wicka-wicka, un wee-eeh rauco e un kititititititiu acuto e lento.

## Distribuzione e habitat
La sottospecie limosa si riproduce in un'ampia area che si estende dall'Europa occidentale e centrale all'Asia centrale e alla Russia asiatica, fino al fiume Yenisèy. Nei Paesi Bassi e nelle regioni limitrofe della Germania e del Belgio la maggioranza si riproduce in ambienti umidi, come i prati utilizzati per l'allevamento di vacche da latte. La popolazione dell'Europa occidentale di questa sottospecie migra attraverso la Francia e la Penisola iberica, per svernare in gran parte nell'Africa occidentale, mentre gli uccelli nidificanti nell'Est svernano nell'Europa sud-orientale e nel Medio Oriente. Le principali aree di svernamento delle popolazioni dell'Europa nord-occidentale si trovano in Senegal (Casamance) e Guinea Bissau e, in misura minore, nel delta del fiume Senegal, nel delta interno del Niger e presso il lago Ciad. 
L. l. limosa frequenta le paludi, le zone alluvionali e le risaie. Quando il riso viene raccolto, verso la fine di dicembre, gli uccelli iniziano a migrare verso nord, arrivando nei Paesi Bassi tra febbraio e marzo. I soggetti giovani delle popolazioni europee rimangono in Africa dopo il loro primo inverno e tornano in Europa all'età di due anni. Le popolazioni orientali (ad est della Germania) sembrano seguire una rotta migratoria più orientale, per svernare principalmente nel delta del Niger interno, nel bacino del lago Ciad e, possibilmente, nel sud nel Sudan meridionale.
L. l. islandica si riproduce principalmente in Islanda, nelle zone di bassa altitudine, nelle paludi costiere, nelle paludi di betulle nane e, marginalmente, nelle Isole Faroe, nelle Shetland e sulla costa settentrionale - occidentale della Norvegia. Gli uccelli che appartengono a questa sottospecie migrano in Inghilterra, Francia, Spagna e Portogallo. Durante la migrazione, prima di raggiungere l’Islanda, attraversano i Paesi Bassi, l’Inghilterra, la Francia, la Spagna ed il Portogallo.
La sottospecie melanuroides si riproduce in Mongolia, Cina settentrionale, Siberia ed Estremo Oriente russo. Dopo la riproduzione migra dall'Asia meridionale e occidentale all'Australia settentrionale, attraverso un ampio fronte che comprende India, Indocina, Taiwan, Filippine, Indonesia e Melanesia, dove si installano negli habitat degli estuari e nei laghi interni, praterie allagate, zone umide d'acqua dolce e risaie. Piccoli contingenti raggiungono la Nuova Zelanda.

## Status e conservazione
L. l. limosa è minacciata nei siti di nidificazione (Europa), nelle rotte migratorie, nei siti di sosta (Europa e Africa) e nelle aree di svernamento (Africa). I fattori che influenzano direttamente le dimensioni della popolazione comprendono la distruzione dei nidi e l'aumento della mortalità dei pulcini a causa dello sfalcio delle praterie e la predazione: nei Paesi Bassi, dove si riproduce circa la metà della popolazione, sono state identificate una ventina di specie (uccelli e mammiferi) che predano le uova o i pulcini di L. l. limosa. Il fenomeno è in aumento e causa tra il 70% e l'85% delle perdite di pulcini. Si sa poco sui danni dovuti all'inquinamento e alla contaminazione con sostanze chimiche.
In tutto il suo areale nell'Europa nord-occidentale la L. l. limosa deve affrontare la perdita e il degrado del suo habitat riproduttivo, principalmente a causa dell'urbanizzazione e dello sviluppo delle infrastrutture, della conversione delle praterie in seminativi e della riduzione degli spazi aperti. Ciò ha portato a un generale declino della sottospecie. Nell'Europa centrale e orientale i cambiamenti dell'uso del suolo, in particolare l'abbandono delle attività agricole a grande scala, rappresentano una seria minaccia per L. l. limosa, in quanto i siti di riproduzione vengono progressivamente invasi dalla vegetazione. Anche il cambiamento climatico potrebbe influenzare il futuro di questa specie in vari modi.
Mentre nell'Europa occidentale la caccia alla L. l. limosa è illegale, nelle principali aree di svernamento in Africa occidentale essa viene cacciata per il consumo o per ridurre i presunti danni alle risaie, ma il prelievo venatorio in Casamance, Guinea-Bissau e Mali non sembra essere importante. Per quanto riguarda l'islandica, in Islanda la maggior parte delle zone pianeggianti è adibita all’allevamento di ovini, equini e bovini e, più raramente, alla coltivazione dell'orzo. Dalla metà del XX secolo nel sud e nell'ovest del Paese più del 90% delle zone umide è stato prosciugato.
Sebbene la specie sia diffusa e numerosa a livello globale, la popolazione è calata rapidamente in alcune parti del suo areale a causa dei cambiamenti nelle pratiche agricole. Nel complesso, sembra diminuire a un ritmo tale che la specie è stata classificata nella categoria Quasi minacciata della Lista rossa dell’IUCN. La popolazione mondiale è stimata in 614.000-809.000 individui, di cui 102.000-149.000 coppie in Europa (di fui 25.000 in Islanda), 25.000-100.000 nell'Asia centro-occidentale, 150.000 in Asia centrale e Siberia e 160.000 nel resto dell'Asia e dell'Australia. Secondo le informazioni disponibili, la popolazione mondiale può essersi ridotta mediamente di circa il 23% dal 1990 al 2015. Si stima che la popolazione europea diminuirà del 30-49% nell'arco di 25 anni (tre generazioni).
A partire dalla Direttiva 2009/147/CE, che si prefigge di conservare tutte le specie di uccelli selvatici, stabilendo regole per la loro protezione, conservazione, gestione e regolazione, è stato adottato un Piano di gestione dell'UE per il 2007-2009, sostituito dal Piano d'azione della Conservation des Oiseaux d’Eau Migrateurs d’Afrique-Eurasie (AEWA) alla fine del 2008. Nell'Europa nord-occidentale vengono adottate varie misure e azioni, specie nell'ambito agroambientale, volte a ridurre l'impatto negativo dell'intensificazione agricola, ma il loro effetto appare limitato. 
Sono state dichiarate aree protette diverse zone di svernamento e siti di riproduzione importanti nel Regno Unito e nei Paesi Bassi. In Francia è stato avviato il Piano nazionale di gestione della pittima reale 2015-2020 che prevede la protezione delle aree, gestione del territorio, gestione contrattuale, prevenzione, riduzione e compensazione degli impatti negativi sugli ambienti naturali, disposizioni legislative e regolamentari a favore della conservazione delle zone umide, ecc. Un piano d’azione analogo è stato elaborato in Senegal nel 2016.

## In Italia
La pittima reale utilizza ampiamente le zone umide costiere e interne italiane, soprattutto quelle del nord-est, in particolare lungo le coste dell’Alto Adriatico. Numerosi anche gli esemplari segnalati nella Pianura Padana e nelle zone umide toscane, laziali e pugliesi. I censimenti degli uccelli acquatici svernanti, coordinati dall'Istituto nazionale per la fauna selvatica (INFS), hanno stimato la consistenza della popolazione di pittima reale presente in Italia a gennaio 2001 in 50-150 individui, per il periodo 1991-2000, localizzati in zone umide costiere. I contingenti in transito o svernanti in Italia appartengono alla popolazione nidificante in Europa, in particolare nei Paesi Bassi, ma non è esclusa la presenza di soggetti che provengono della Siberia occidentale La valutazione della popolazione italiana nel 2002 è di 13-14 coppie. In Emilia-Romagna tre-cinque coppie hanno nidificato nel 2003-2004 nello stesso sito presso Molinella (BO) usato dal 1997. Entrambi i siti utilizzati dal 1996 per la nidificazione sono zone umide approntate in terreni precedentemente coltivati grazie alle misure comunitarie. 
Limosa limosa è regolarmente presente come migratore tra l’inizio di febbraio e aprile e tra luglio e settembre. Nidifica tra aprile e giugno in zone umide d’acqua dolce con banchi di fango, vegetazione erbacea e ristagni d’acqua. Al di fuori del periodo riproduttivo si alimenta nelle saline, valli salmastre per l’itticoltura estensiva, zone umide a destinazione faunistico-venatoria, bacini di decantazione degli zuccherifici, risaie e bacini per l’itticoltura in corso di prosciugamento. I dormitori sono situati in vaste aree umide provviste di isole o zone difficilmente raggiungibili dai predatori terrestri. Importanti aree di sosta e pernottamento durante la migrazione sono nella salina di Cervia, nelle Valli di Comacchio e, dalla seconda metà degli anni ’90, in zone umide ripristinate presso Mirandola (MO), Medicina e Molinella (BO). La disponibilità di zone umide con bassi livelli dell’acqua e banchi di fango affioranti, realizzate e gestite mediante l’applicazione di misure agroambientali comunitarie (soprattutto i prati umidi estesi più di 10 ettari che forniscono la necessaria sicurezza) ha permesso alla specie di continuare a sostare e  alimentarsi durante la migrazione primaverile in vaste aree della pianura Padana, altrimenti divenute inospitali.
L’avvelenamento da piombo è sicuramente la principale causa di morte diretta o indiretta: infatti, circa l’8% degli individui catturati a Comacchio in marzo-aprile per essere inanellati presentavano all’esame radiografico uno o due pallini di piombo nello stomaco, sicuramente ingeriti nell’arco di uno-due mesi, che li avrebbero portati a morte in pochi mesi. La specie nidifica nelle risaie, dunque le pratiche agricole legate a questa coltura minacciano gravemente il suo successo riproduttivo, e la specie  verrebbe pertanto classificata In pericolo critico. Anche se la specie è in declino nella maggior parte del suo areale europeo, l'immigrazione di nuovi individui da fuori regione non sembra diminuire e potrebbe continuare anche in futuro. Per questi motivi nella valutazione finale la specie è stata declassata a In pericolo nella Lista Rossa IUCN delle specie minacciate.

## Galleria d'immagini

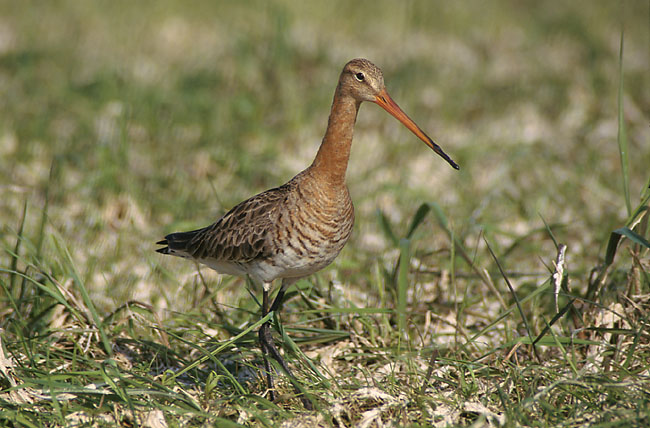
Limosa limosa
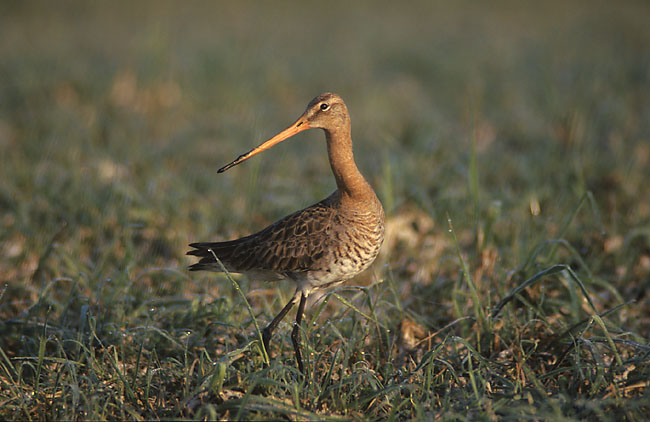
Limosa limosa
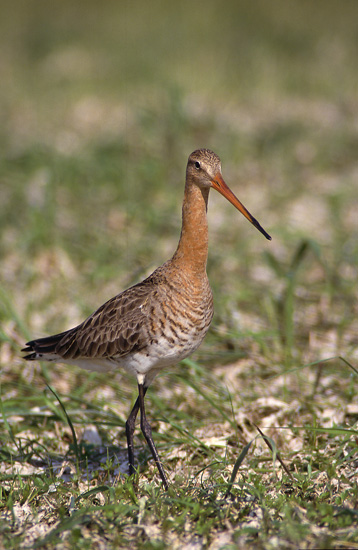
Limosa limosa
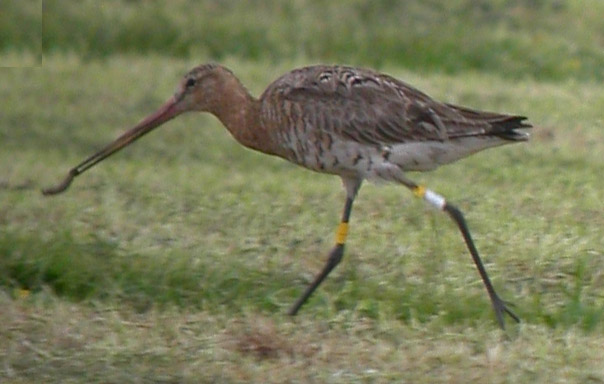
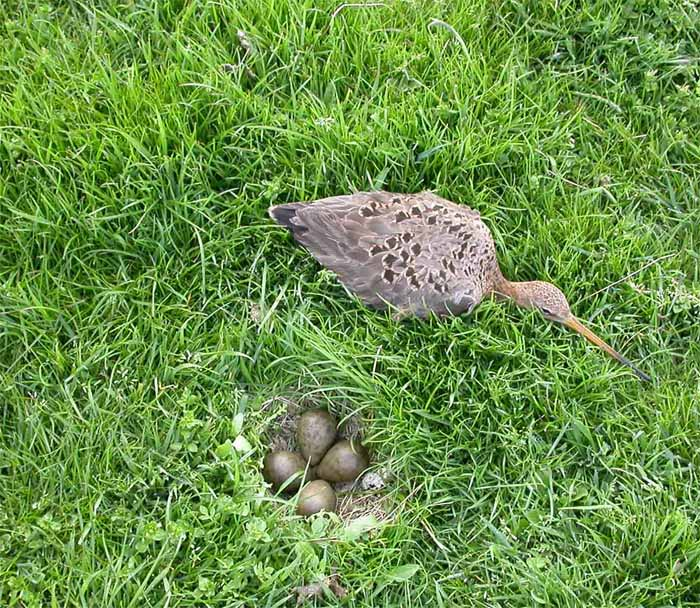
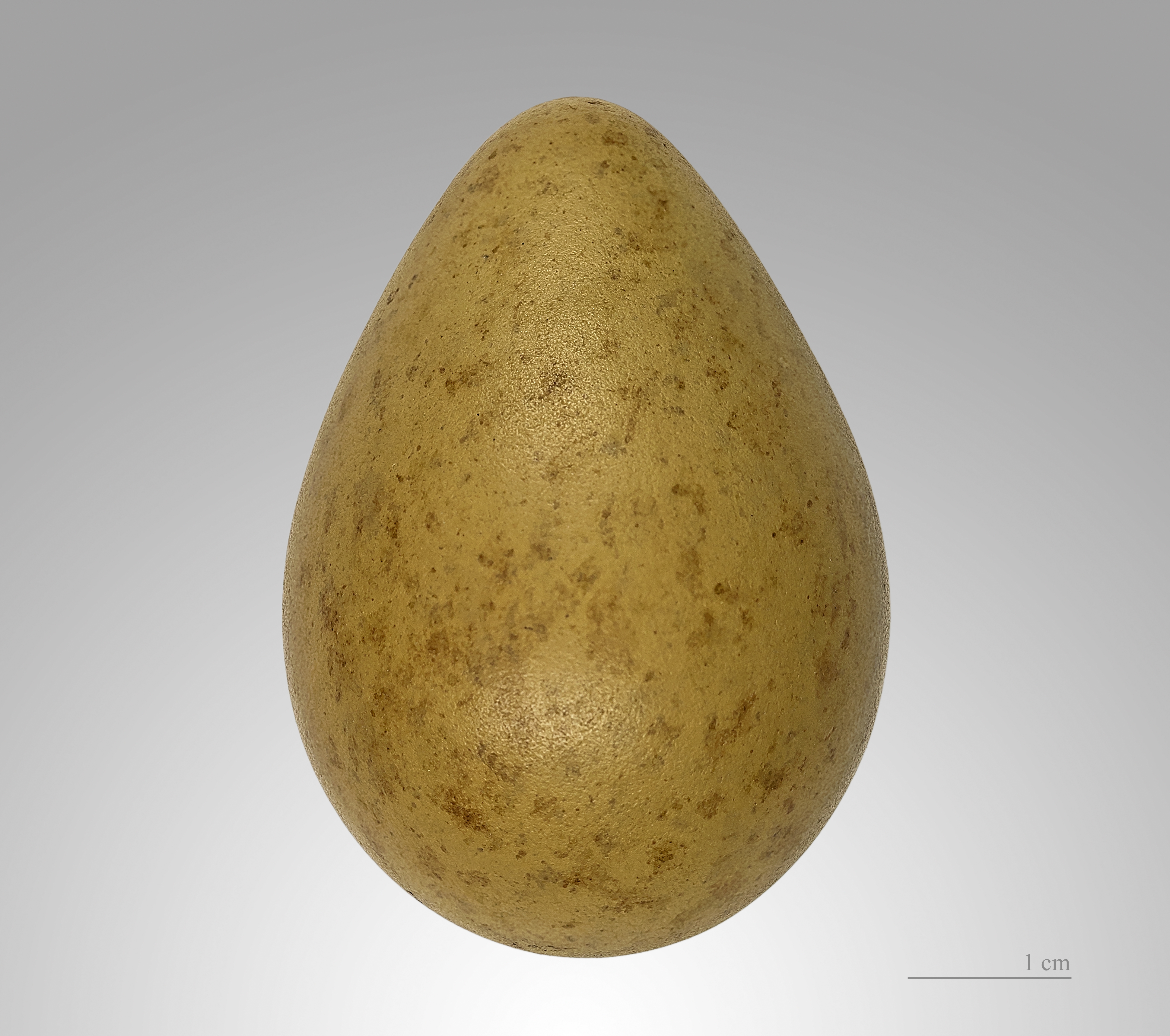
Limosa limosa